# جويل باتن
جويل باتن (بالإنجليزية: Joel Patten)‏ هو لاعب كرة قدم أمريكية أمريكي، ولد في 7 فبراير 1958 في آوغسبورغ في ألمانيا.

## وصلات خارجية
- جويل باتن على موقع مرجع كرة القدم المحترفة.كوم (الإنجليزية)